# Claude Guéant

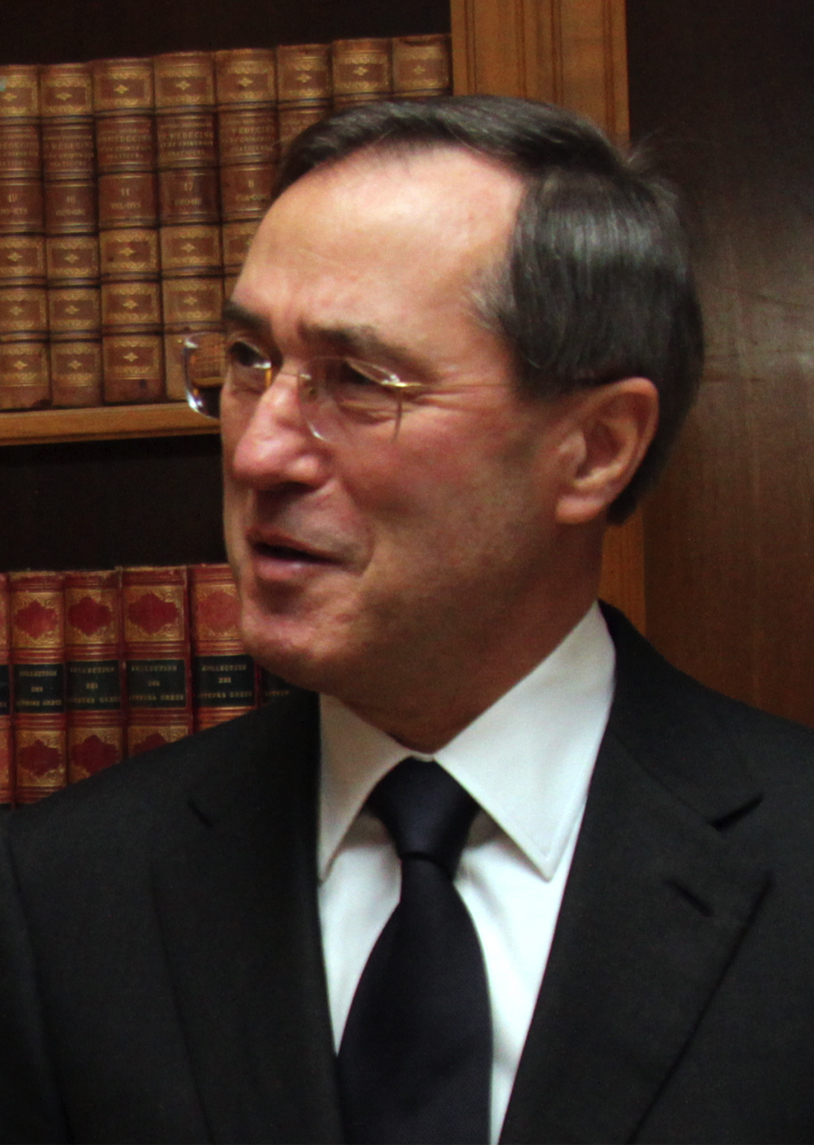
Claude Guéant

Claude Guéant, född 17 januari 1945 i Vimy i Nord-Pas-de-Calais, är en fransk ämbetsman och politiker. Han är medlem i det konservativa partiet Union pour un Mouvement Populaire och var inrikesminister 2011–2012. Han var under många år Nicolas Sarkozys närmsta medarbetare och tjänstgjorde bland annat som dennes stabschef (directeur de cabinet) 2002–2007, kampanjledare under presidentvalet 2007 och som generalsekreterare för presidentens kabinett 2007–2011. Guéant har en juristexamen från École nationale d'administration.
I oktober 2021 meddelar parkettgolvet i nanterre att Claude Guéant kommer att ställas inför rätta för "olaglig finansiering" av sin lagstiftningskampanj 2012, på grund av att borgmästaren LR i Boulogne-Billancourt (Hauts-de) distribuerade en broschyr till hans fördel. -Not).